# Lisa Chesson
Lisa Chesson (Plainfield, 20 maggio 1985) è una hockeista su ghiaccio statunitense.

## Palmarès

### Olimpiadi
- Argento a Vancouver 2010.

### Mondiali
- Oro a Finlandia 2009.
- Oro a Canada 2013.
- Argento a Stati Uniti 2012.

### Coppa delle 4 Nazioni
- Oro a Svezia 2011.